# جزیره لانتانو
جزیره لانتانو (انگلیسی: Lantau Island) جزیره‌ای در جنوب غربی هنگ کنگ است، که ۱۵ هزار نفر جمعیت دارد.